# Cecidomyiidae
Famille
Les cécidomyies (Cecidomyiidae) constituent une famille de diptères nématocères. Il s'agit de petits moucherons délicats qui sont caractérisés par de longues antennes et des ailes poilues. À travers le monde, on retrouve plus de 6 000 espèces regroupées en plus de 780 genres. Certaines espèces parasitent des plantes (céréales, colza, arbres fruitiers, etc.) ou des champignons. Les larves se nourrissent des tissus des végétaux, créant des excroissances anormales appelées galles.
Les cécidomyies représentent une importante source de nourriture pour les hirondelles et autres oiseaux insectivores, les chauves-souris chassant près des cours d'eau et les araignées vivant sur les berges, sous les ponts et dans les ripisylves, comme Larinioides sclopetarius.[réf. nécessaire]

## Sous-familles
Selon BioLib (31 aout 2019) :
- Catotrichinae
- Cecidomyiinae
- Lestremiinae
- Micromyiinae
- Porricondylinae

Cecidomyiidae incertae sedis : tribu Baeonotini
Une étude de 2016 (Barcoding moléculaire) a estimé que la faune du Canada, seule, au niveau des cécidomyies, dépassait les 16 000 espèces, faisant allusion à un décompte mondial stupéfiant de plus d'un million d'espèces de cécidomyiides qui n'ont pas encore été décrites, ce qui en ferait la famille unique la plus spécieuse de tout le règne animal.

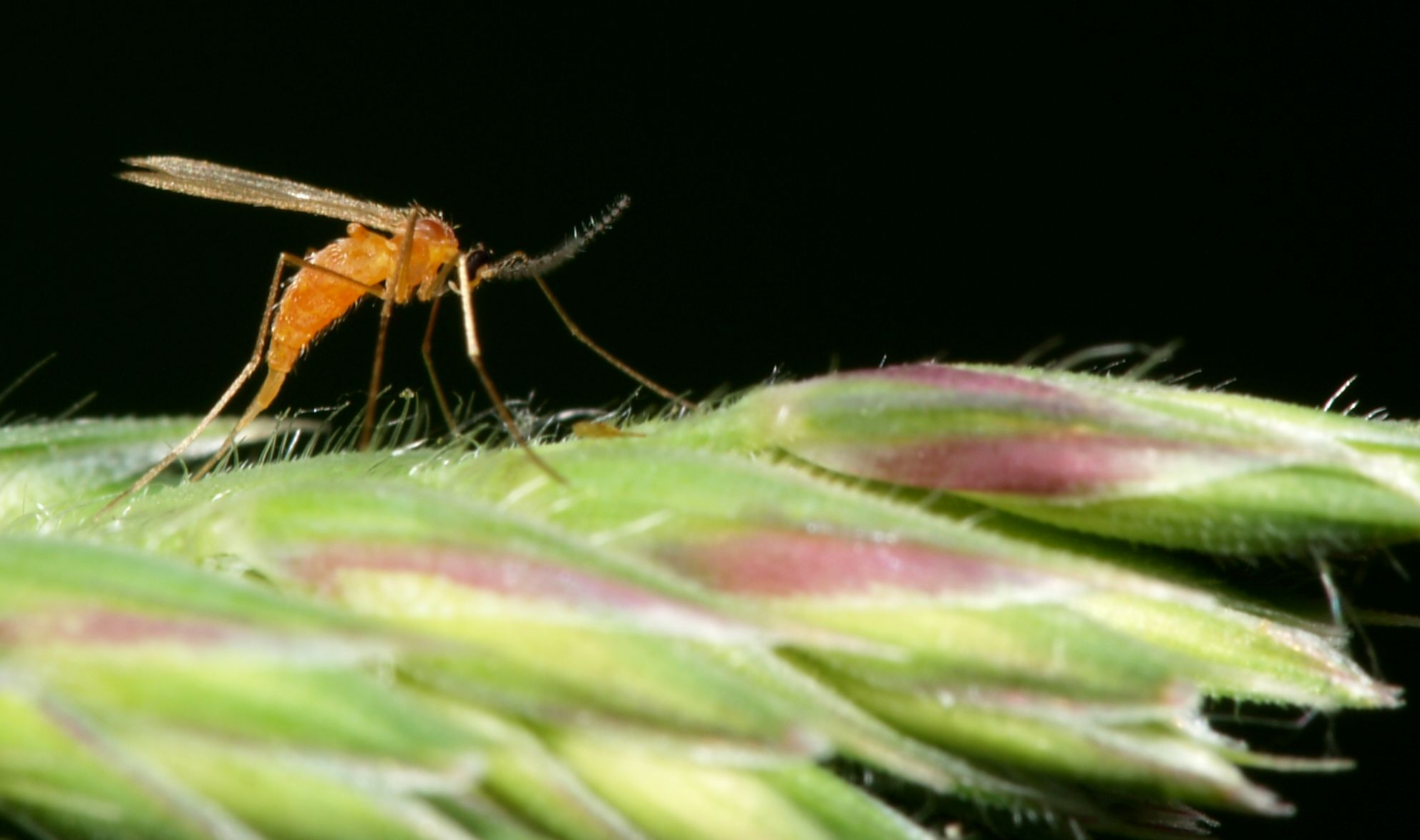
Une cécidomie pondant sur de l'herbe.

## Description
Les Cecidomyiidae sont de petites (voire minuscules) mouches : (0,5–3,0 mm), rarement plus grandes (jusqu'à 8 mm, longueur des ailes 15 mm), avec une apparence délicate. À l'exception de quelques genres aux ailes réduites, les yeux sont holoptiques. Les pièces buccales sont réduites. Les antennes des cécidomyiidés  sont particulièrement longues, avec 12 à 14 segments (parfois moins et jusqu'à 40 dans certains genres). Les segments antennaires sont soit constitués d'un épaississement basal avec pétiole, soit binodaux, avec un nœud proximal, un pétiole intermédiaire et un nœud distal. Des verticilles basales, médiales et apicales de poils apparaissent sur les segments antennaires. Chez certaines espèces, on trouve également des verticilles de filaments sensoriels en forme de boucle, le basal ou médial étant parfois réduit. Certaines mouches biliaires n'ont qu'un seul verticille (basal) de poils sur les segments antennaires, et les sensoria (appendices sensoriels transparents) diffèrent par leur taille et leur forme. Les filaments sont en forme de fil chez les Porricondylinae et chez tous les Cecidomyiinae, elles prennent la forme de longues boucles dans la supertribu Cecidomyiidi). 
Les ocelles ne sont présents que chez les Lestremiinae. 
Les ailes sont généralement claires, rarement dessinées. L'aile porte une microtrichia, souvent sous forme d'écailles. Certaines espèces ont des macrotrichies. Le nombre de nervures longitudinales est réduit. Seules les nervures R1, R4 + 5, M3 + 4 et Cu1 sont bien développées dans la plupart des espèces. Les nervures médiales M1 et M2 sont développées uniquement dans les groupes primitifs, et la costa présente généralement une rupture juste au-delà de la veine R5. Les pattes sont longues et élancées, sans soies apicales.

Nervures d'aile de Catochini.
Cecidomyiinae.
Lasiopterini.
Lestremiini.
Micromyini et Peromyiini.
Porricondylinae.
Winnertziini.

Les organes génitaux des mâles sont constitués de gonocoxites, gonostyles, aedeagus et tergites 9 et 10. Les mouches biliaires inférieures (au sens évolutif) ont souvent des paramères sclérotisés et une plaque plus ou moins transparente (les tegmen) située au-dessus du theaedeagus-the tegmen. Chez les mouches biliaires supérieures, les paramètres et les tegmen ne sont pas développés. Dans ceux-ci, au lieu de cela, près de l'édeagus, se trouve une excroissance basale triangulaire des gonocoxites appelée gonosterna. Les structures de soutien appelées apodème sont situées près de la base des organes génitaux chez les mâles ; ceux-ci sont souvent équipés de deux excroissances. L'ovipositeur est court, lamelliforme ou long, mobile et, chez certaines espèces, aciculaire.
La larve est péripneustique. La tête est minuscule, en forme de cône et présente deux extensions postéro-latérales. Les pièces buccales sont réduites, avec de minuscules mandibules styliformes. Les antennes relativement proéminentes sont à deux segments. Les soies ou papilles intégrales sont importantes dans la taxonomie car elles sont en nombre constant au sein des groupes. Le prothorax a une spatule sternale sclérotisée (la plupart). L'anus est terminal chez les Lestremiinae, pédogénétique chez les Porricondylinae et ventral chez les autres groupes. La nymphe est exarate (chez quelques espèces, elle est enfermée dans le tégument larvaire du dernier stade). Le spiracle antérieur et l'angle antérieur des bases antennaires sont proéminents,.

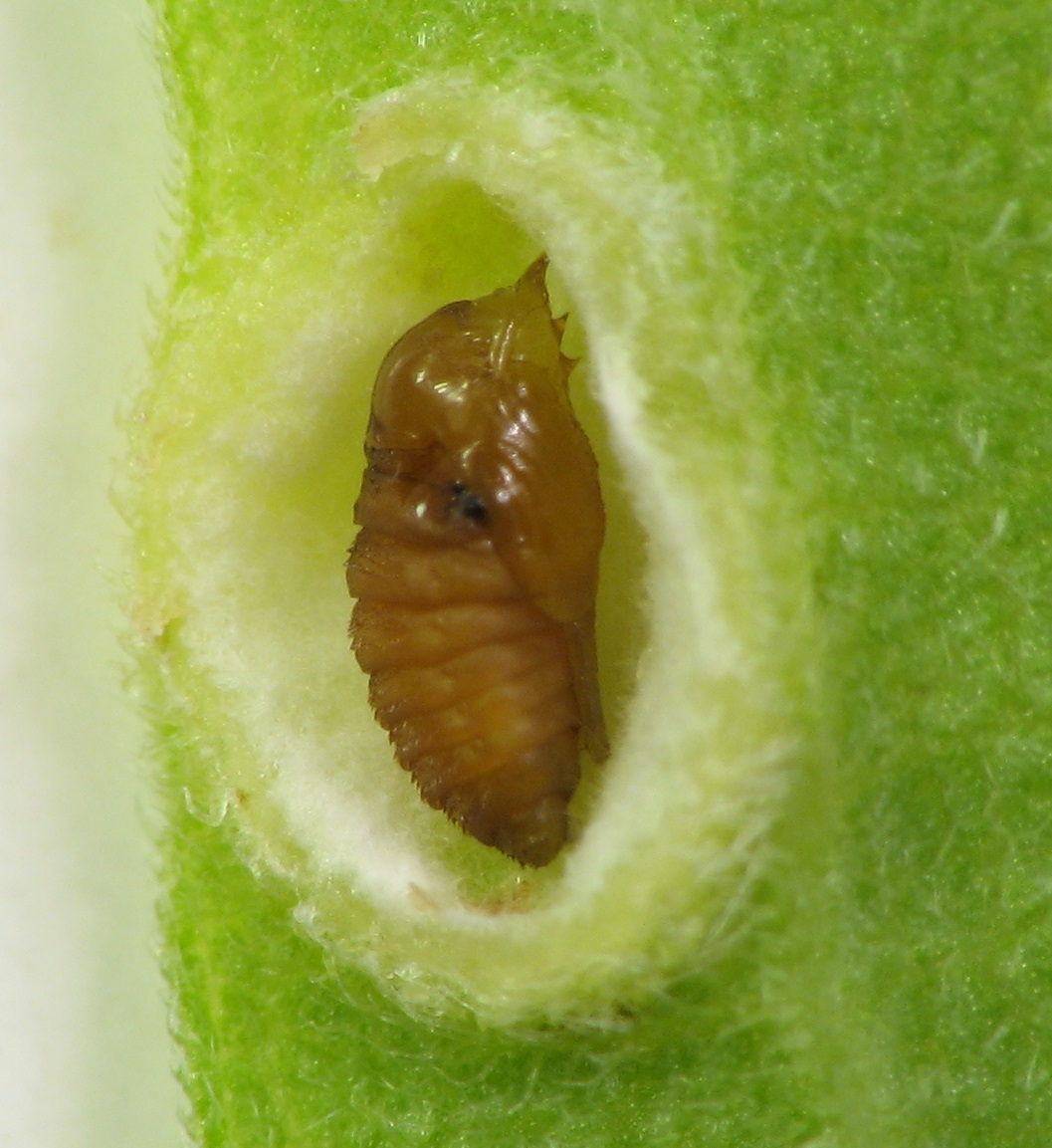
Asphondylia solidaginis, pupe dans une galle de Solidago sp.
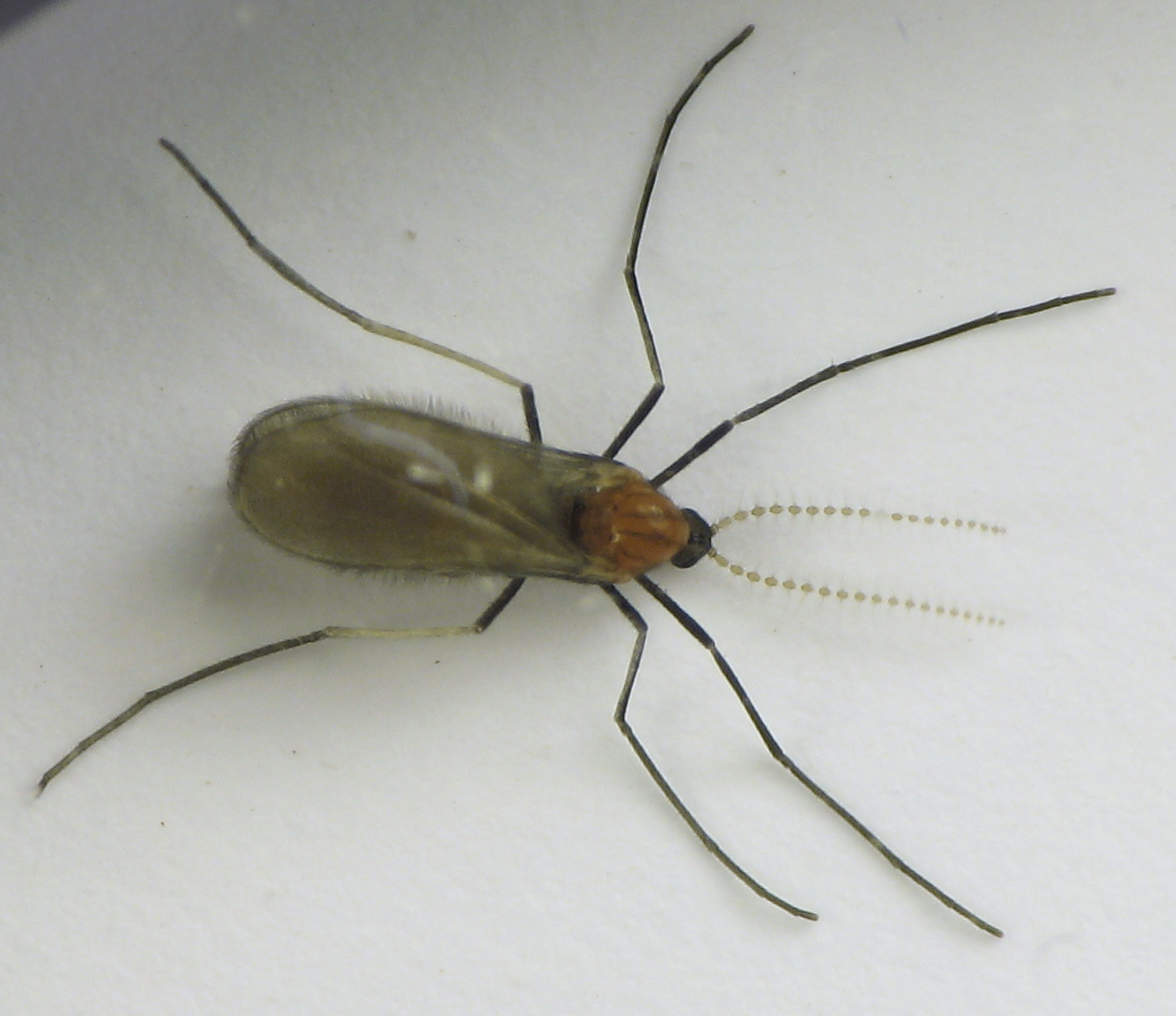
Rhopalomyia solidaginis.
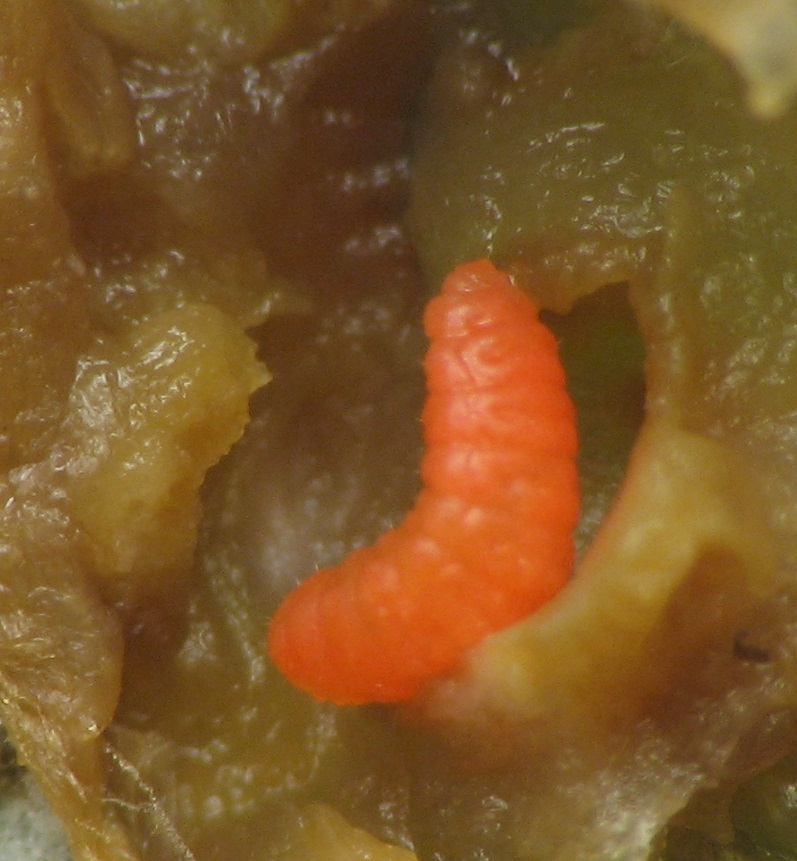
Vitisiella, larve.

## Fil de soie d'araignées

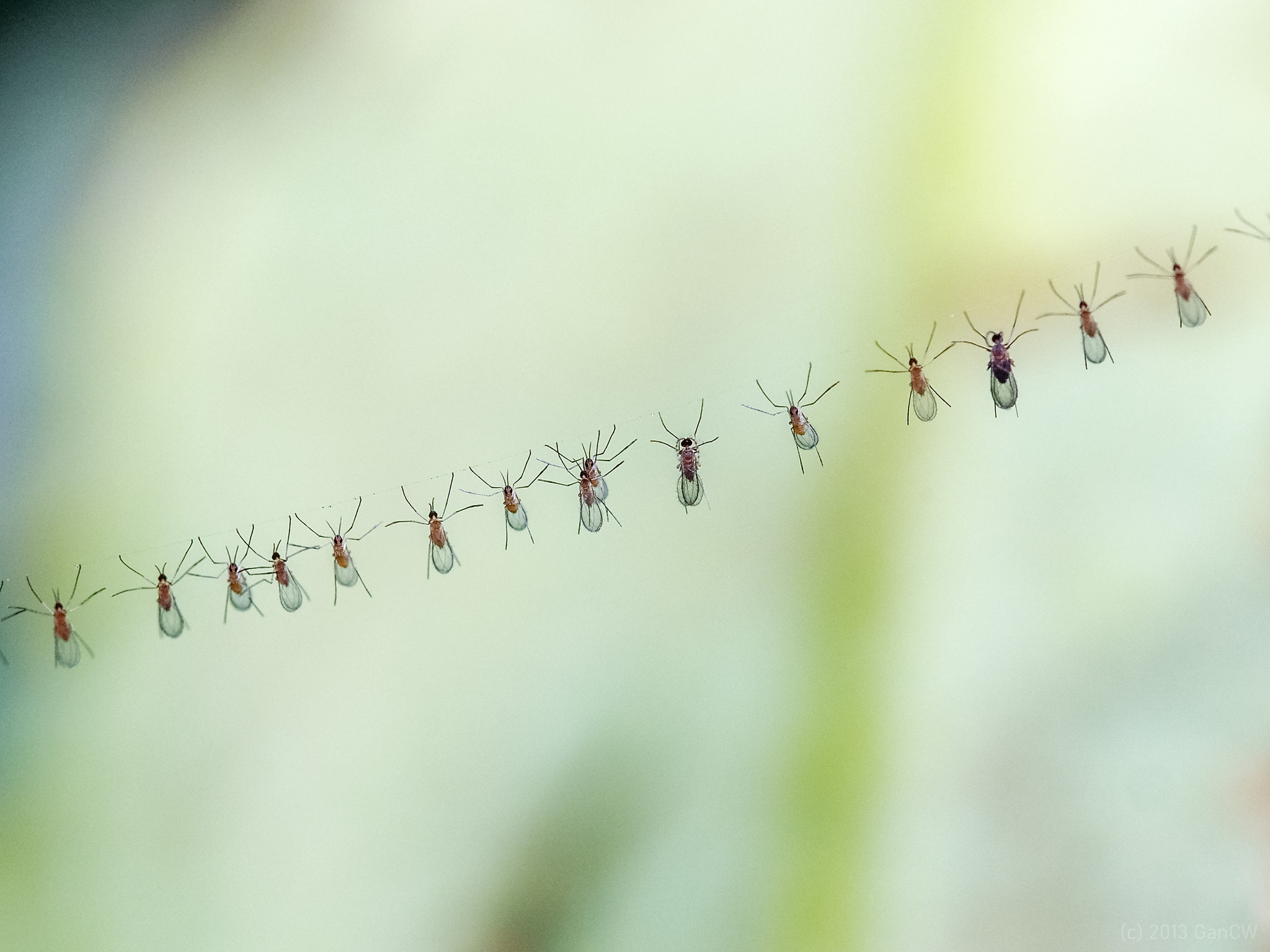
Cécidomyies indéterminées suspendues à un fil de soie d'araignée.

Certaines espèces de Cécidomyies ont un comportement sexuel inattendu : les femelles se suspendent par dizaines par leurs pattes antérieures à un fil de soie d'araignée non collant. C'est notamment le cas dans les élevages d’Aphidoletes aphidimyza qui est utilisée dans la lutte biologique contre les pucerons et qui ne produit des phéromones d'accouplement qu'uniquement dans cette configuration. Les araignées ne semblent pas être intéressées par ces potentielles proies. D'autres espèces se servent de ces fils de soie comme lieu de repos.

## En tant que ravageur ou lutte biologique
De nombreuses espèces sont économiquement importantes, en particulier la mouche de Hesse, un ravageur du blé, les galles causant de graves dommages. D'autres ravageurs importants de cette famille sont la cécidomyie du blé Sitodiplosis mosellana, la cécidomyie asiatique du riz (Orseolia oryzae) et la cécidomyie africaine  O. oryzivora. La cécidomyie du mil (Geromyia penniseti), la cécidomyie du sorgho (Contarinia sorghicola) et la cécidomyie africaine du riz (Orseolia oryzivora) attaquent les cultures céréalières telles que le mil à chandelle au Mali et dans d'autres pays du Sahel, en Afrique de l'Ouest.
D'autres ravageurs comme la cécidomyie du caféier (Dasineura coffeae), la Cécidomyie des gousses de soja (Asphondylia yushimai), la cécidomyie de la galle de l'aiguille du pin (Thecodiplosis japonensis), la  cécidomyie des fleurs de la lentille (Contarinia lentis), la cécidomyie des fleurs de luzerne (C. medicaginis ) et la cécidomyie des germes de luzerne (Dasineura ignorata) sur les légumineuses ; la cécidomyie du criquet noir (Obolodiplosis robiniae ), le moucheron du Rutabaga (Contarinia nasturtii) et la cécidomyie des brassicacées (Dasineura brassicae) sur les crucifères ; la  cécidomyie des poires (Contarinia pyrivora) et les framboises, la cécidomyie de la canne à sucre (Resseliella theobaldi) sur les cultures fruitières ; Horidiplosis ficifolii sur les figues ornementales, et la cécidomyie de la rosette (Rhopalomyia solidaginis) sur les tiges de verge d'or, Porricondylini spp. sur Citrus, Lestremia spp. sur la patate douce, l'igname, le gingembre, l'ail, les oignons, les tubercules de taro et la pomme de terre, Lestodiplosis spp., Acaroletes spp. et Aphidoletes spp. sur les oranges, Arthrocnodax spp. sur citrons,,.
Des parasitoïdes hébergés par les Cecidomyiidae, limitent ainsi la population de cécidomyies : les Braconidae (Opiinae, Euphorinae) et guêpes Chalcidoides dans les familles Eurytomidae, Eulophidae,  Torymidae, Pteromalidae, Eupelmidae, Trichogrammatidae et Aphelinidae. Tous contiennent des espèces qui sont des agents biologiques réels ou potentiels.
Un grand nombre d'espèces de cécidomyie sont des ennemis naturels d'autres ravageurs des cultures. Leurs larves sont prédatrices, certaines sont signalées comme parasites. Les proies les plus courantes sont les pucerons et les tétranyques, suivis des cochenilles, puis d'autres petites proies telles qu'aleurodes et thrips qui mangent les œufs d'autres insectes ou acariens. Comme les larves sont incapables de se déplacer sur des distances considérables, une importante population de proies doit être présente avant que les adultes pondent leurs œufs, et les Cecidiomyiidae sont le plus souvent observés lors des épidémies de ravageurs. Une espèce, Aphidoletes aphidimyza, est une composante importante des programmes de lutte biologique pour les cultures en serre , elle est largement vendue aux États-Unis. En Afrique du Sud, Dasineura rubiformis a été déployée contre des espèces australiennes envahissantes d'Acacia.

## Agriculture

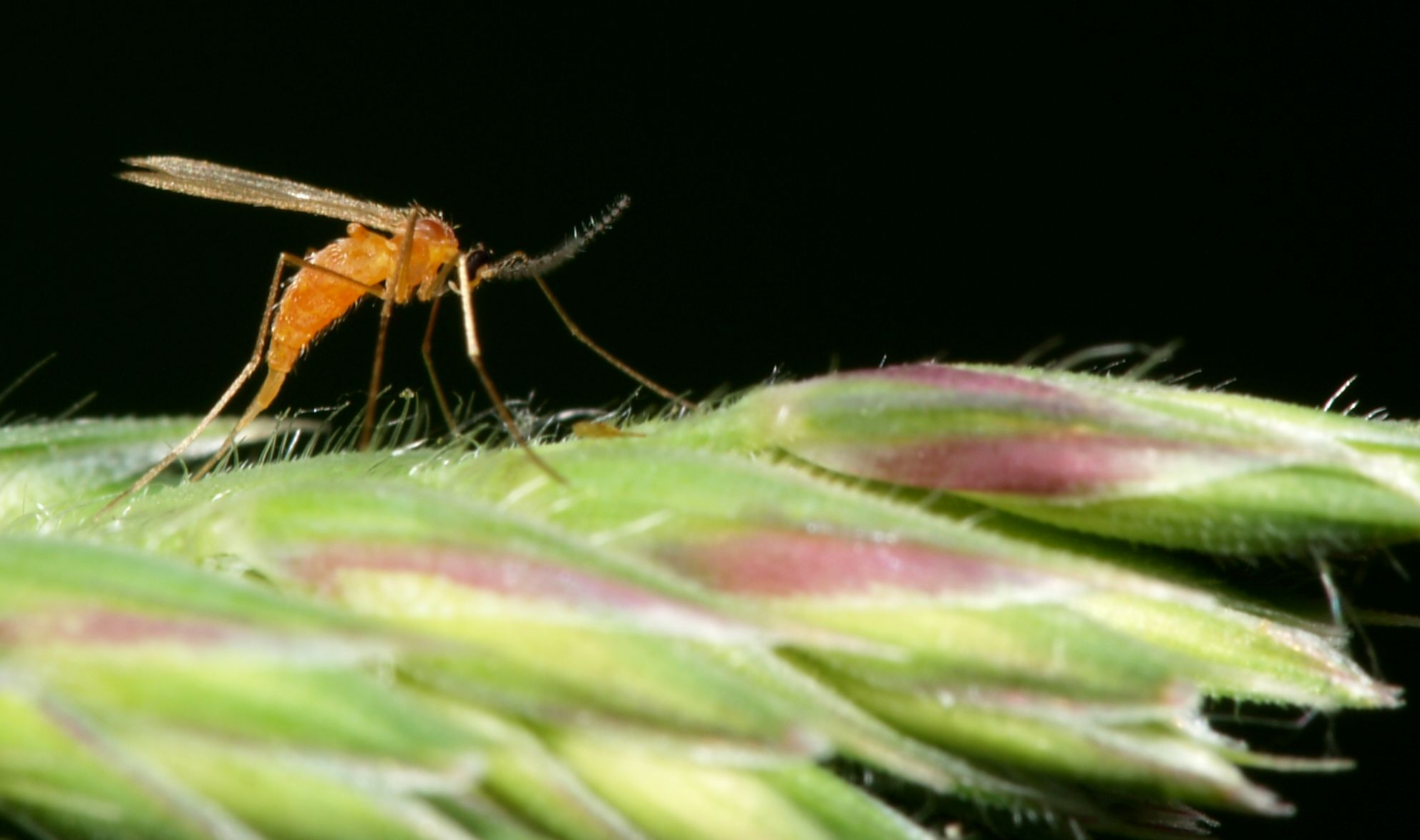
Une femelle cécidomyie en train de pondre sur l'épi d'une poacée.

### Espèces considérées comme ravageurs
- Contarinia pisi, cécidomyie du pois
- Cecidomyia resinicola
- Contarinia medicaginis, cécidomyie des fleurs de luzerne
- Contarinia nasturtii, cécidomyie du chou-fleur
- Contarinia pyrivora, cécidomye des poirettes
- Contarinia tiliarum, cécidomyie du tilleul
- Contarinia tritici, cécidomyie jaune du blé
- Dasineura brassicae, cécidomyie des siliques des crucifères
- Dasineura mali, cécidomyie du pommier
- Dasineura ulmariae
- Haplodiplosis marginata, cécidomyie des tiges du blé
- Mayetiola destructor, mouche de Hesse.
- Mayetiola hordei, cécidomyie à galle de l'orge
- Mikiola fagi, cécidomyie du hêtre
- Sitodiplosis mosellana, cécidomyie orangée du blé
- Resseliella lavandulae, cécidomyie de la lavande
- Procontarinia mangiferae, cécidomyie des fleurs du manguier
- Procontarinia mangifoliae,
- Prolasioptera berlesiana, cécidomyie de l'olive

### Espèces prédatrices bénéfiques
- Feltiella acarisuga, cécidomyie prédatrice d'acariens
- Aphidoletes aphidimyza, cécidomyie du puceron